# World Trade Center (od 2001)
World Trade Center – częściowo ukończony kompleks budynków na Dolnym Manhattanie w Nowym Jorku, usytuowany w miejsce siedmiu obiektów WTC, które zostały uszkodzone lub zniszczone w wyniku serii ataków terrorystycznych przeprowadzonych 11 września 2001. Teren ten został odbudowany wraz ze wzniesieniem nowych wieżowców, muzeum i pomnika pamięci ofiar zamachu i wybudowaniem nowego węzła komunikacyjnego. One World Trade Center (najwyższy budynek w Stanach Zjednoczonych i półkuli zachodniej), stał się dominantą tego zespołu, osiągając ponad 100 kondygnacji wraz z jego ukończeniem w listopadzie 2014.
Pierwotne WTC obejmowało m.in. charakterystyczne dla krajobrazu Nowego Jorku „Bliźniacze Wieże”, zrealizowane w 1973 i będące wówczas najwyższymi budynkami na świecie. Zostały zniszczone rano 11 września 2001 r., kiedy w ramach skoordynowanego ataku terrorystycznego porywacze powiązani z Al-Ka’idą po opanowaniu dwóch Boeingów 767 skierowali je na obiekty dwóch wież. W wyniku ataku na WTC zginęły 2753 osoby. Zawalenie się obydwu drapaczy chmur spowodowało poważne uszkodzenia sąsiednich obiektów. Proces usuwania pozostałości na tym terenie trwał 8 miesięcy, po czym nastąpiła jego przebudowa.
Po latach opóźnień i kontrowersji, odbudowa tkanki miejskiej doszła do skutku. Nowy kompleks World Trade Center obejmuje: 1 World Trade Center, 7 World Trade Center, trzy inne wieżowce biurowe, muzeum i pomnik oraz węzeł komunikacyjny o podobnej wielkości do Grand Central Terminal. 1 WTC zostało ukończone 30 sierpnia 2012, a ostatni jego element zainstalowano 10 maja 2013. 4 World Trade Center został otworzony 13 listopada 2013 i był pierwszym ukończonym budynkiem jako część projektu zagospodarowania terenu. Muzeum oddano do użytku 21 maja 2014. 
4 maja 2016 odbyło się publiczne otwarcie stacji PATH World Trade Center. Biurowiec 3 World Trade Center ukończono w 2018. Budowę 2 World Trade Center rozpoczęto w 2009, ale w 2013 przerwano prace.

## Pierwotne wieżowce
Pierwotny kompleks World Trade Center z lat 1973-2001 obejmował m.in. charakterystyczne dla krajobrazu Nowego Jorku Bliźniacze Wieże, zostało zrealizowane w 1973, zostając wówczas najwyższymi budynkami na świecie. W skład WTC wchodziły również: Marriott World Trade Center (3 WTC), 4 WTC, 5 WTC, 6 WTC i 7 WTC.

### Zniszczenie
Zostały zniszczone rano 11 września 2001 r., kiedy w ramach skoordynowanego ataku terrorystycznego porywacze powiązani z Al-Ka’idą po opanowaniu dwóch Boeingów 767 skierowali je na obiekty dwóch wież. O godzinie 8:46 czasu wschodniego (ET) grupa pięciu porywaczy samolotu linii lotniczej 11 uderzyła w północną ścianę północnej wieży World Trade Center. O 9:03 (ET) kolejny zespół zamachowców skierował maszynę lotu 175 w południową elewację południowej wieży. Po trwającym 56 minut pożarze o 9:59 zawaliła się południowa wieża. O 10:28 po 102-minutowym spalaniu runęła wieża północna. W wyniku zamachu na World Trade Center zginęły 2 753 osoby. Zawalenie się obydwu drapaczy chmur spowodowało poważne uszkodzenia sąsiednich obiektów. Proces usuwania pozostałości na tym terenie trwał 8 miesięcy, po czym nastąpiła jego przebudowa.

### Porządkowanie placu

Pierwotny projekt odbudowy World Trade Center

Proces usuwania pozostałości i uporządkowania terenu trwał 24 godziny na dobę przez okres ośmiu miesięcy. Gruz został przetransportowany na składowisko odpadów Fresh Kills w Staten Island, gdzie następnie został poddany badaniom. 30 maja 2002 odbyła się ceremonia, która oficjalne zakończyła prace porządkowe. W 2002 rozpoczęto budowę nowego wieżowca 7 WTC z północnej części kompleksu. Budynek nie był częścią projektu zagospodarowania terenu, w związku z czym Larry Silverstein mógł niezwłocznie rozpocząć proces jego odbudowy. Obiekt ukończono i oficjalnie otwarto w maju 2006; w kontekście całej odbudowy było to uważane za priorytet, ponieważ przywrócenie stacji transformatorowej Con Edison na niższych kondygnacjach biurowca było konieczne, aby zaspokoić zapotrzebowanie energii na Dolnym Manhattanie.
Mimo to Silverstein i Con Edison uznali, że odbudowa 7 WTC musi być spójna z planem głównym, który miał otworzyć siatkę ulic, którą pierwotnie blokował tzw. „superblok” World Trade Center. W rezultacie projekt wieżowca umożliwił ponowne otwarcie ulicy Greenwich, wcześniej kończącą się przed 7 WTC (1987–2001). W listopadzie 2003 otwarto tymczasową stację PATH, w oczekiwaniu na zastąpienie jej stałą zaprojektowaną przez Santiago Calatravę.
Główny teren World Trade Center przyciągał uwagę licznych zainteresowanych, w tym Silversteina i Urzędu Morskiego, co z kolei wzmacniało pozycję ówczesnego gubernatora stanu Nowy Jork George'a Patakiego. Ponadto chęć udziału w odbudowie wyrażali m.in. rodziny ofiar, mieszkańcy okolic i burmistrz Michael Bloomberg. W listopadzie 2001 Pataki powołał Korporację Rozwoju Dolnego Manhattanu (LMDC), która jako oficjalna komisja miała zarządzać całym procesem przedsięwzięcia. Zorganizowała ona konkurs, w wyniku którego wybrano projekt Fundamenty Pamięci autorstwa Daniela Libeskinda, kształtujący zagospodarowanie terenu WTC. Jego opracowanie zakładało 1 776-stopowy (541 m) One World Trade Center, a także pomnik i wiele innych budynków biurowych. W styczniu 2004 w ramach konkursu na projekt pomnika ofiar wybrano pracę Odbicie nieobecności Michaela Arada and Petera Walkera.

## Obiekty
| Nazwa                                     | Zdjęcia | Rozpoczęcie budowy   | Ukończenie        | Height / (Wysokość do dachu/ całkowita)       | Stan                 |
| ----------------------------------------- | ------- | -------------------- | ----------------- | --------------------------------------------- | -------------------- |
| One World Trade Center                    |         | 27 kwietnia 2006     | 3 listopada 2014  | 1 368 stóp (417 m) (1 776,0 stopy (541,32 m)) | Ukończony            |
| 2 World Trade Center                      |         | 10 listopada 2008    | ?                 | 1 253 stopy (382 m) (1 350 stóp (410 m))      | Ukończone fundamenty |
| 3 World Trade Center                      |         | 10 listopada 2008    | 11 czerwca 2018   | 1 155 stóp (352 m) (1 257 stóp (383 m))       | Ukończony            |
| 4 World Trade Center                      |         | 10 listopada 2008    | 13 listopada 2013 | 945 stóp (288 m)                              | Ukończony            |
| 5 World Trade Center                      |         | ?                    | ?                 | 741 stóp (226 m)                              | W oczekiwaniu        |
| 7 World Trade Center                      |         | 7 maja 2002          | 23 maja 2006      | 679 stóp (207 m)                              | Ukończony            |
| Pomnik                                    |         | 13 marca 2006        | 11 września 2011  |                                               | Ukończony            |
| Muzeum                                    |         | 13 marca 2006        | 21 maja 2014      |                                               | Ukończony            |
| World Trade Center (PATH)                 |         | 26 kwietnia 2010     | 3 marca 2016      |                                               | Ukończony            |
| Ronald O. Perelman Performing Arts Center |         | 2017                 | 13 września 2023  |                                               | Ukończony            |
| Vehicular Security Center                 |         | 10 listopada 2011    | 2017              |                                               | Ukończony            |
| Liberty Park                              |         | 20 listopada 2013    | 29 czerwca 2016   |                                               | Ukończony            |
| Cerkiew św. Mikołaja                      |         | 18 października 2014 | 6 grudnia 2022    |                                               | Ukończony            |
| Fiterman Hall                             |         | 2008                 | 2012              |                                               | Ukończony            |